# Brindis

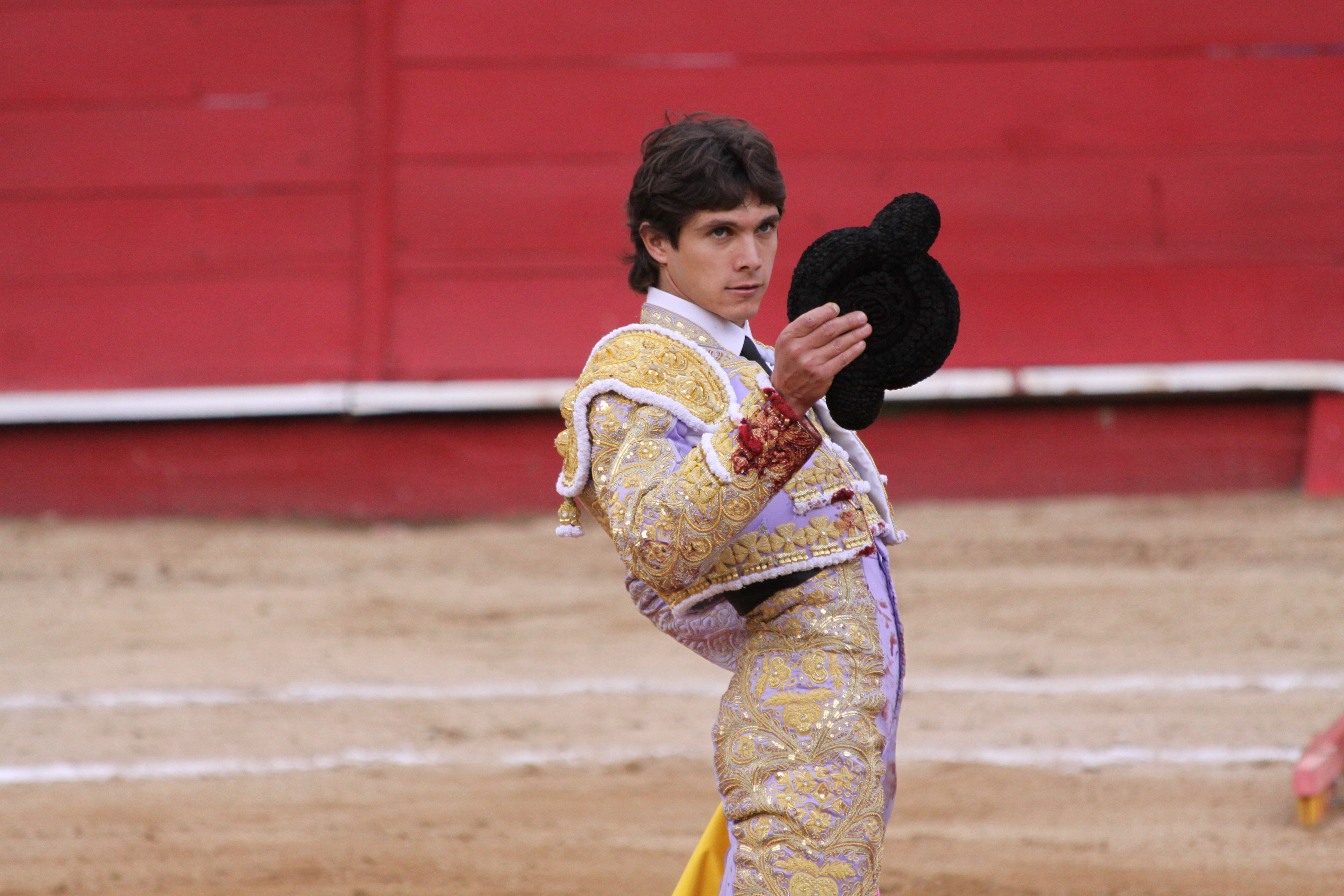
Brindis effectué par Sébastien Castella

Dans le monde de la tauromachie, le brindis est un geste de dédicace par lequel le matador offre la mort du taureau au public, à une personne, à un groupe, à une entité ou à un mort.

## Étymologie
En espagnol, brindis signifie « toast », dans le sens de « porter un toast à quelqu'un ».

## Présentation
Le matador peut faire un « brindis », dédier son combat à une personne qu’il souhaite honorer. Il s’avance dans sa direction, arrivé à la barrière, il lui tient un discours plus ou moins long et plus ou moins convenu, puis lui envoie son chapeau, la montera. La personne honorée la lui rendra à la fin du combat.
Parfois, le matador fait le brindis « au public » : il va au centre de la piste, puis fait un tour complet sur lui-même, tenant sa montera à bout de bras. Puis il la jette négligemment par-dessus son épaule et n’a plus qu’à s’avancer vers le taureau. Si la montera tombe à l’endroit, c’est bon signe, si elle tombe à l’envers, c’est mauvais signe, aussi, parfois le matador la pose-t-il délicatement au sol, afin de s'assurer qu’elle est dans le bon sens.

## Galerie

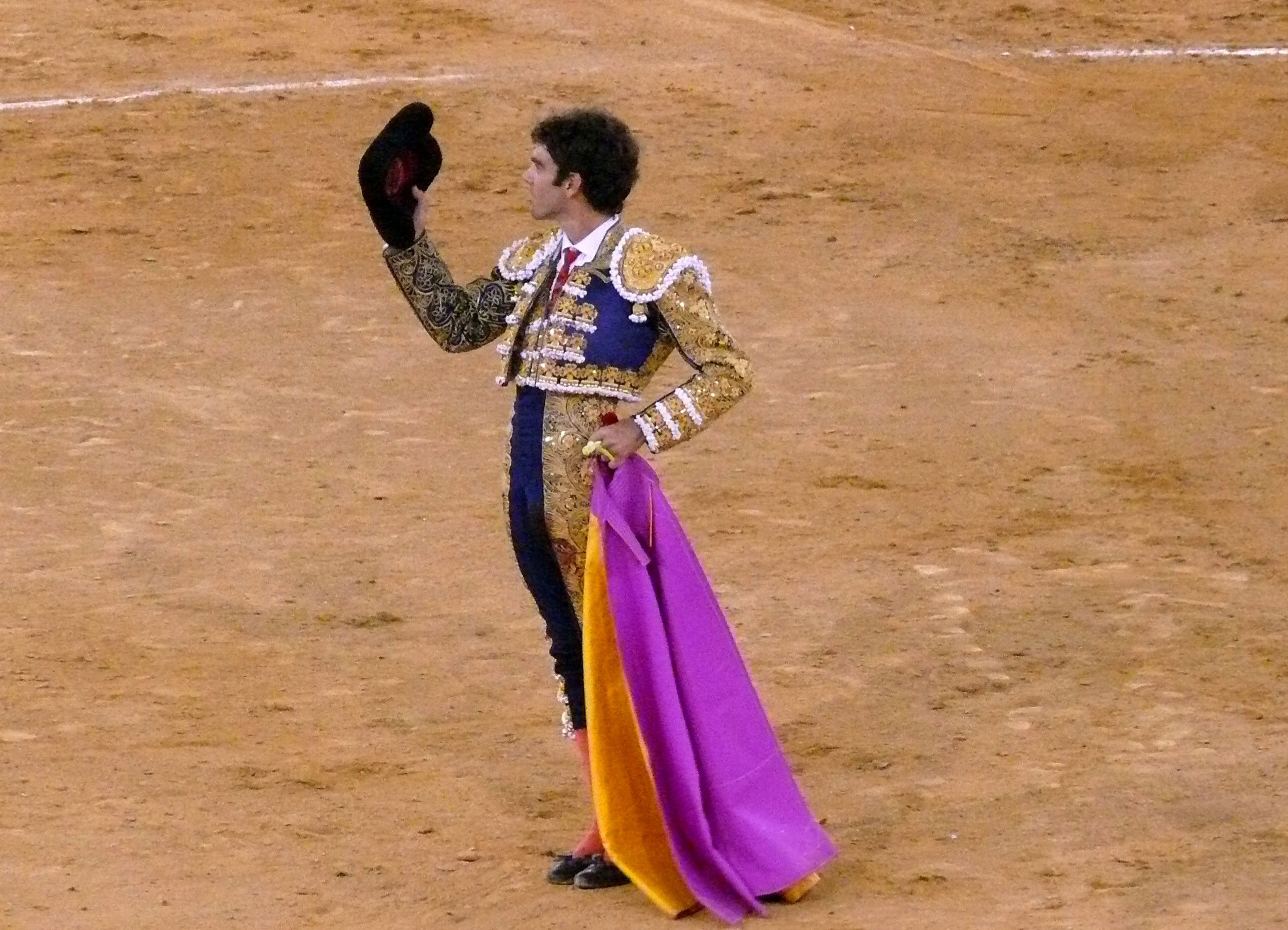
Brindis de José Tomás à Almería en 2008
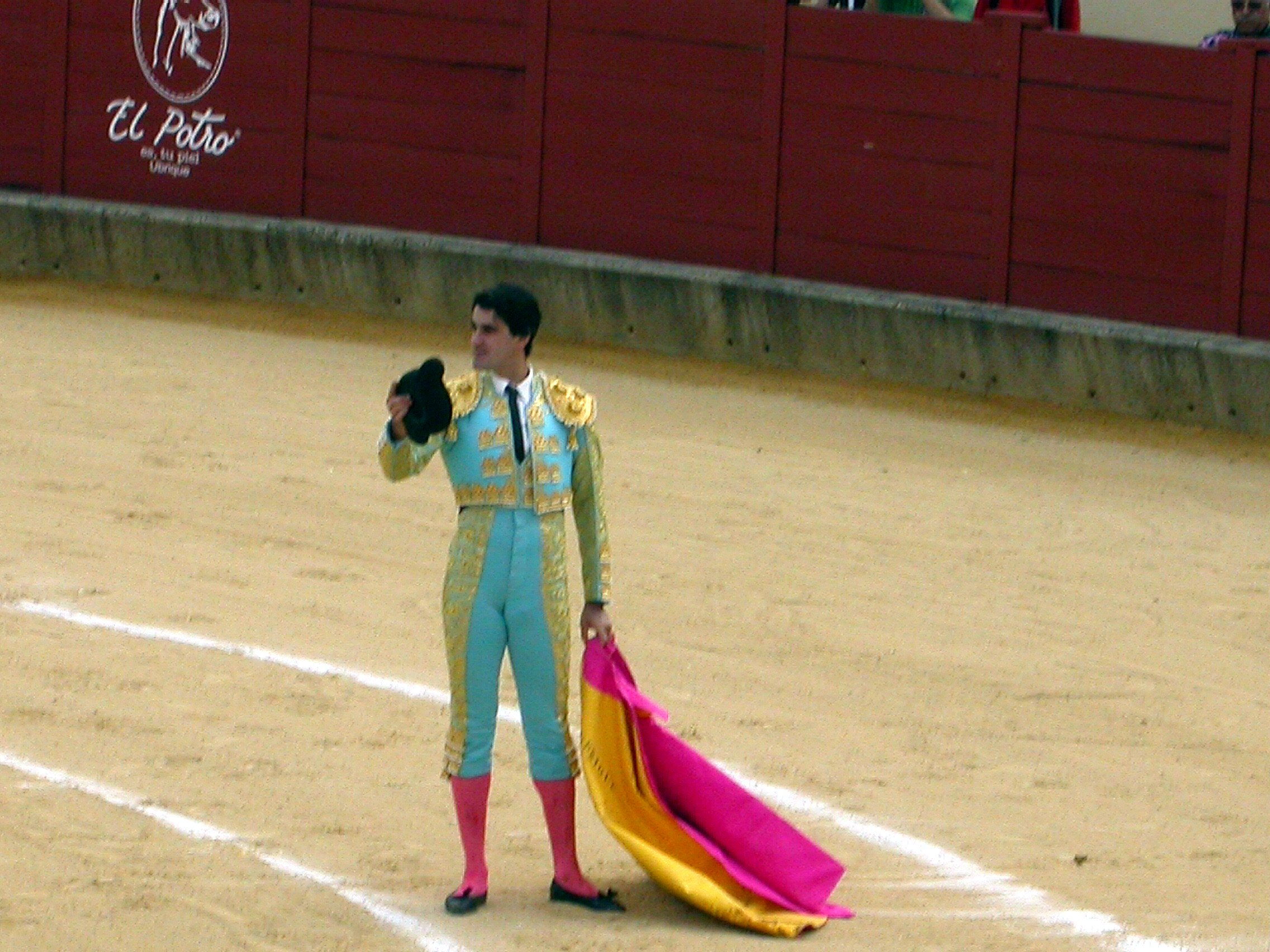
Jesulín de Ubrique en 2007
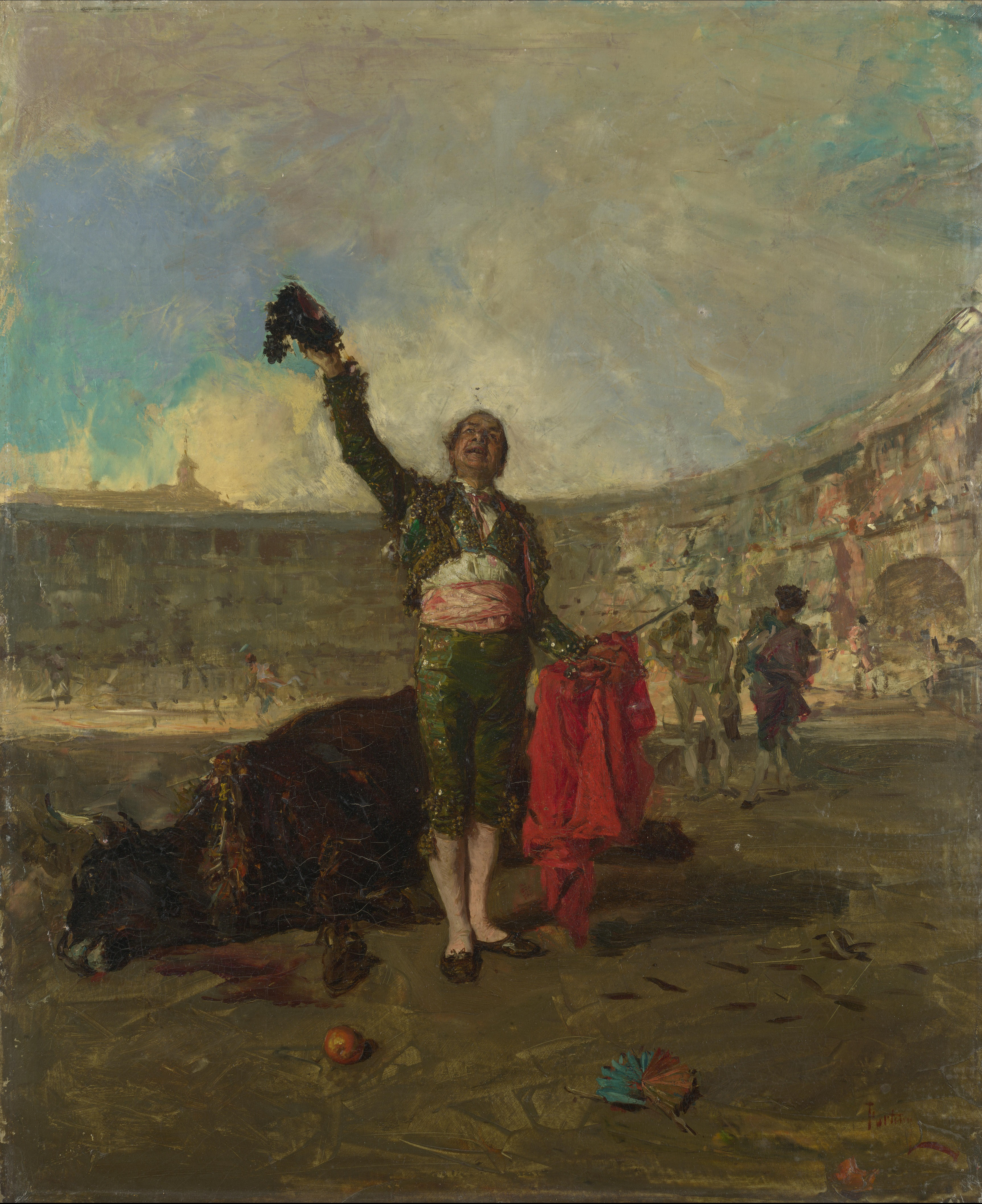
Tableau Brindis de l'espasa de Marià Fortuny (1868-1869)